# Насадкинская
Насадкинская — деревня в Вилегодском муниципальном округе Архангельской области.

## География
Находится в юго-восточной части Архангельской области, при автодороге А123, на расстоянии приблизительно 16 км на восток-северо-восток по прямой от административного центра района села Ильинско-Подомское на правом берегу реки Виледь.

## История
Была отмечена деревня еще в 1710 году как поселение с 2 пустыми дворами. До 2020 года входила в состав Вилегодского сельского поселения до его упразднения.

## Население
Численность населения: 37 человек (русские 100 %) в 2002 году, 40 в 2010.